# Museo de Historia Natural de El Salvador
El Museo de Historia Natural de El Salvador es un museo dedicado a la investigación y conservación del patrimonio natural del país. Está ubicado en el parque Saburo Hirao, en San Salvador, y es administrado por la Secretaría de Cultura de la Presidencia. Sus áreas de trabajo incluyen la zoología, la botánica, la geología y la paleontología.

## Historia

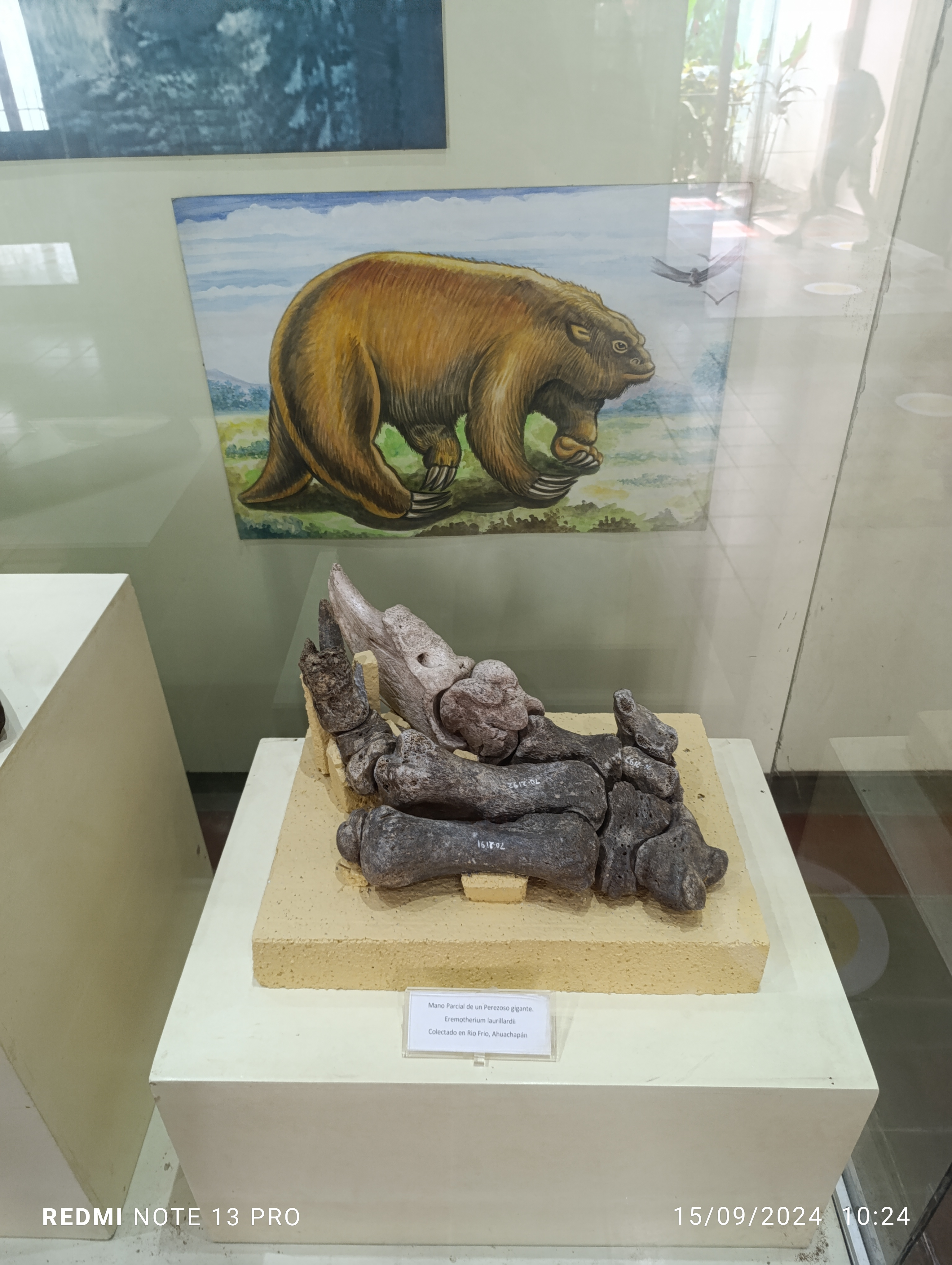
Ejemplares fósiles en exhibición

El origen del museo se remonta al Museo Nacional, fundado en 1883. En 1941 se creó el Departamento de Ciencias Naturales, como parte de esa institución. Posteriormente, en 1976, se estableció el Museo de Historia Natural como entidad independiente, con sede en el parque Saburo Hirao, en la colonia Nicaragua de San Salvador.

## Colecciones y actividades
El museo conserva las Colecciones Nacionales de Historia Natural, así como el Herbario Nacional de El Salvador. Sus exhibiciones permanentes incluyen muestras de minerales, fósiles, y representaciones de diversos ecosistemas del país. También organiza exposiciones temporales e itinerantes, visitas guiadas, talleres educativos, identificación de especies y publicaciones científicas. En 2019, anunció el hallazgo de fósiles de peces y restos de vegetación en el sitio Las Aradas, ubicado en el departamento de Chalatenango.